# 令多映子
令 多映子（れい たえこ、本名：柴田 妙子（しばた たえこ）、1959年9月19日（65歳） - ）は、大阪出身の女性ゴスペルシンガー。
1983年デビュー。1989年結婚し息子を出産し活動を休止。その後離婚し、復帰。その頃から名前を「TAEKO」とする。1997年ボーカルグループTAEKO+THE V.O.Wを結成。ゴスペルユニットDIALOGUE CHOIRの立ち上げ。コンサートの企画提案。個人事務所「GAIKA」の設立など、幅広く活躍している

## ディスコグラフィー

### シングル
- Sail on～風に向って
アニメ「バビ・ストックII」TM
- 蝶 1994年9月
- あの鐘を鳴らすのはあなた 2005年2月
- ひまわり 2005年6月

### アルバム
- Taeko 1984年11月21日
- After Five 1985年9月21日
- Dear Yesterday 1988年
- Mother's Dream ～地球は母の祈りで満ちている～ 2002年7月
  - 収録曲「星たちのささやき」（大内義昭作曲）（神戸連続児童殺傷事件の被害者少女に捧げる歌）他
- 勝利の凱歌 2005年2月